# Løten
Løten este o comună din provincia Innlandet, Norvegia.